# Harry Hopman
Henry Christian »Harry« Hopman, avstralski tenisač in trener, * 12. avgust 1906, Glebe, Novi Južni Wales, Avstralija, † 27. december 1985, Seminole, Florida, ZDA.
Harry Hopman se je v posamični konkurenci trikrat uvrstil v finale turnirja za Prvenstvo Avstralije, v letih 1930, 1931 in 1932. Dvakrat ga je v finalu premagal Jack Crawford in enkrat Edgar Moon. Na turnirjih za Amatersko prvenstvo Francije se je najdlje uvrstil v četrtfinale leta 1930, kot tudi na turnirjih za Nacionalno prvenstvo ZDA v letih 1938 in 1939, na turnirjih za Prvenstvo Anglije pa v četrti krog v letih 1934 in 1935. V konkurenci moških dvojic je dvakrat osvojil Prvenstvo Avstralije, kjer je še dvakrat zaigral v finalu, dvakrat tudi na turnirjih za Amatersko prvenstvo Francije in enkrat Nacionalno prvenstvo ZDA. Uspešen je bil tudi v konkurenci mešanih dvojic, kjer je štirikrat osvojil Prvenstvo Avstralije in se še enkrat uvrstil v finale, enkrat osvojil Nacionalno prvenstvo ZDA ter se dvakrat uvrstil v finale turnirja za Prvenstvo Anglije.
Med letoma 1939 in 1967 je kot igralec-selektor ali selektor dvaindvajsetkrat vodil avstralsko reprezentanco na Davisovem pokalu in jo šestnajstkrat popeljal do zmage. Leta 1969 se je preselil v ZDA in delal kot trener v Teniški akademiji Port Washington, kjer sta bila med njegovimi varovanci tudi Vitas Gerulaitis in John McEnroe. Leta 1978 je bil sprejet v Mednarodni teniški hram slavnih.

## Finali Grand Slamov

### Posamično (3)

#### Porazi (3)
| Leto | Turnir                   | Nasprotnik v finalu | Rezultat finala         |
| 1930 | Prvenstvo Avstralije     | Edgar Moon          | 3–6, 1–6, 3–6           |
| 1931 | Prvenstvo Avstralije (2) | Jack Crawford       | 4–6, 2–6, 6–2, 1–6      |
| 1932 | Prvenstvo Avstralije (3) | Jack Crawford       | 4–6, 6–3, 3–6, 6–3, 6–1 |

### Moške dvojice (7)

#### Zmage (2)
| Leto | Turnir                   | Partner       | Nasprotnika v finalu     | Rezultat finala         |
| 1929 | Prvenstvo Avstralije     | Jack Crawford | Jack Cummings Edgar Moon | 6–1, 6–8, 4–6, 6–1, 6–3 |
| 1930 | Prvenstvo Avstralije (2) | Jack Crawford | Tim Fitchett John Hawkes | 8–6, 6–1, 2–6, 6–3      |

#### Porazi (2)
| Leto | Turnir                           | Partner          | Nasprotnika v finalu             | Rezultat finala      |
| 1931 | Prvenstvo Avstralije             | Jack Crawford    | James Anderson Norman Brookes    | 2–6, 4–6, 3–6        |
| 1932 | Prvenstvo Avstralije (2)         | Gerald Patterson | Jack Crawford Edgar Moon         | 10–12, 3–6, 6–4, 4–6 |
| 1934 | Amatersko prvenstvo Francije     | Jim Willard      | Henri Cochet Jacques Brugnon     | 3–6, 7–8, 3–6        |
| 1939 | Nacionalno prvenstvo ZDA         | Jack Crawford    | Adrian Quist John Bromwich       | 6–8, 1–6, 4–6        |
| 1948 | Amatersko prvenstvo Francije (2) | Frank Sedgman    | Lennart Bergelin Jaroslav Drobný | 6–8, 1–6, 10–12      |

### Mešane dvojice (8)

#### Zmage (5)
| Leto | Turnir                   | Partner          | Nasprotnika v finalu                | Rezultat finala |
| 1932 | Prvenstvo Avstralije     | Nell Hall Hopman | Marjorie Cox Crawford Jack Crawford | 11–9, 3–6, 6–3  |
| 1936 | Prvenstvo Avstralije (2) | Nell Hall Hopman | May Blick Abe Kay                   | 6–2, 6–0        |
| 1937 | Prvenstvo Avstralije (3) | Nell Hall Hopman | Dorothy Stevenson Don Turnbull      | 3–6, 6–3, 6–2   |
| 1939 | Prvenstvo Avstralije (4) | Nell Hall Hopman | Margaret Wilson John Bromwich       | 6–8, 6–2, 6–3   |
| 1939 | Nacionalno prvenstvo ZDA | Alice Marble     | Sarah Palfrey Cooke Elwood Cooke    | 9–7, 6–1        |

#### Porazi (3)
| Leto | Turnir                | Partner          | Nasprotnika v finalu            | Rezultat finala |
| 1932 | Prvenstvo Anglije     | Josane Sigart    | Elizabeth Ryan Enrique Maier    | 5–7, 2–6        |
| 1935 | Prvenstvo Anglije (2) | Nell Hall Hopman | Dorothy Round Little Fred Perry | 5–7, 6–4, 2–6   |
| 1940 | Prvenstvo Avstralije  | Nell Hall Hopman | Nancye Wynne Bolton Colin Long  | 5–7, 6–2, 4–6   |